# Іскрівська сільська рада (Петрівський район)
| Іскрівська сільська рада — колишній орган місцевого самоврядування у Петрівському районі Кіровоградської області з адміністративним центром у с. Іскрівка. Сільській раді були підпорядковані населені пункти: - с. Іскрівка - с. Новофедорівка |

## Склад ради
Рада складалася з 16 депутатів та голови.

### Керівний склад ради
| ПІБ                       | Основні відомості                                                         | Дата обрання | Дата звільнення |
| ------------------------- | ------------------------------------------------------------------------- | ------------ | --------------- |
| Платошин Микола Борисович | Сільський голова, 1958 року народження, освіта, безпартійний              | 26.03.2006   | 31.10.2010      |
| Платошин Микола Борисович | Сільський голова, 1958 року народження, освіта вища, член Партії регіонів | 31.10.2010   |                 |

Примітка: таблиця складена за даними джерела

## Населення
Згідно з переписом УРСР 1989 року чисельність наявного населення сільської ради становила 1230 осіб, з яких 550 чоловіків та 680 жінок.
За переписом населення України 2001 року в сільській раді мешкали 1202 особи.

### Мова
Розподіл населення за рідною мовою за даними перепису 2001 року:
| Мова       | Відсоток |
| ---------- | -------- |
| українська | 94,57 %  |
| російська  | 2,84 %   |
| вірменська | 1,59 %   |
| молдовська | 0,67 %   |
| білоруська | 0,17 %   |